# UFC 83
UFC 83: Serra vs. St. Pierre II foi um evento de artes marciais mistas promovido pelo Ultimate Fighting Championship, ocorrido em 19 de abril de 2008 no Bell Centre em Montreal, Quebec. Foi o primeiro evento do UFC realizado no Canadá. Teve como luta principal o confronto entre o atual Campeão Meio Médio do UFC Matt Serra e o Campeão Interino da mesma categoria Georges St. Pierre.

## Resultados
Nota 1 Unificação do Cinturão Meio-Médio do UFC.

## Bônus da Noite
- Luta da Noite:  Jonathan Goulet vs.  Kuniyoshi Hironaka
- Nocaute da Noite:  Jason MacDonald
- Finalização da Noite:  Demian Maia

## Ligações Externas
- Página oficial do UFC 83 (em inglês)

1. ↑  Nota 1